# Umčari
Umčari (em cirílico:Умчари) é uma vila da Sérvia localizada no município de Grocka, pertencente ao distrito de Belgrado, na região de Šumadija. Possuía uma população de 2711 habitantes segundo o censo de 2009.

## Demografia
| 1948  | 1953  | 1961  | 1971  | 1981  | 1991  | 2002  |
| ----- | ----- | ----- | ----- | ----- | ----- | ----- |
| 3 025 | 3 195 | 3 565 | 3 396 | 3 398 | 3 487 | 2 880 |